# اسمیدیباکن
شهر اسمیدیباکن (به سوئدی: Smedjebacken) در بخش اسمیدیباکن در کشور سوئد واقع شده‌است. جمعیت این شهر ۸۰۴٫۶۶ نفر است.